# Mokra Korma, Ivankiv
Mokra Korma (în ucraineană Мокра Корма) este un sat în comuna Kropîvnea din raionul Ivankiv, regiunea Kiev, Ucraina.

## Demografie
Componența lingvistică a localității Mokra Korma
     Ucraineană (100%)
Conform recensământului din 2001, toată populația localității Mokra Korma era vorbitoare de ucraineană (100%).